# Notabax
Notabax is een geslacht van kevers uit de familie van de loopkevers (Carabidae). De wetenschappelijke naam van het geslacht is voor het eerst geldig gepubliceerd in 1976 door Moore.

## Soorten
Het geslacht Notabax is monotypisch en omvat slechts de volgende soort:
- Notabax monteithi Moore, 1976